# Nils Wichmand
Nils Wichmand, född 30 maj 1610 i Odense, död 2 mars 1668 i Lund, var en dansk professor i medicin vid Lunds universitet.

## Biografi
Wichmands medicinstudier ledde honom till att göra studieresor till flera platser i Europa, däribland Frankrike och Nederländerna. I det sistnämnda landet disputerade han år 1642 för medicine doktorsgraden i Leiden på avhandlingen De Morbo Regio, varefter han återvände till Danmark och arbetade som praktiserande läkare i Köpenhamn. Han flyttade dock snart över till det då fortfarande danska Skåne för att sätta upp läkarpraktik där, varefter han även blev kanik i Lund. Efter att Lunds universitet grundats 1666 utnämndes han 1667 till dess förste professor i teoretisk medicin, men avled endast kort efter universitetets invigning. Han efterträddes som professor av Erasmus Sack.